# Invincibilul (roman)
Invincibilul (în poloneză Niezwyciężony) este un roman hard science-fiction al scriitorului polonez Stanisław Lem, publicat ca foileton în Gazeta Bialostocka în 1963 și sub formă de carte în 1964 de Editura Ministerului Apărării Naționale (Wydawnictwo Ministerstwa Obrony Narodowej).
Invincibilul a apărut inițial ca povestirea titulară din colecția lui Lem Niezwyciężony i inne opowiadania ("Invincibilul și alte povestiri"). O traducere în limba germană a fost publicată de Volk und Welt în 1967, ca Der Unbesiegbare; o traducere în limba franceză a fost publicată ca L'invincible de Robert Laffont în seria sa Ailleurs et Demain; o traducere în limba engleză de Wendayne Ackerman, bazată pe cea germană, a fost publicată în 1973. O traducere directă în engleză din poloneză, de Bill Johnston⁠(d), a fost publicată în 2006 și republicată în 2020 de The MIT Press.
A fost unul dintre primele romane  care a explorat ideile de microroboți⁠(d), praf inteligent⁠(d), inteligență artificială de tip roi și „necro-evoluție” (un termen sugerat de Lem pentru evoluția materiei moarte).
Romanul a fost adaptat ca o carte de benzi desenate în 2019 și ca un joc video din 2020.

## Rezumat
O navă spațială interstelară puternic înarmată denumită Invincibilul aterizează pe planeta Regis III, care pare pustie, nelocuită și sumbră, pentru a investiga pierderea navei sale surori, Condor. În timpul investigației, echipajul găsește dovezi ale unei forme de cvasi-viață, născută prin evoluția mașinilor autonome, auto-replicatoare, abandonată aparent de o navă extraterestră care a aterizat pe Regis III cu foarte mult timp în urmă.
Protagoniștii ajung să speculeze că un fel de evoluție trebuie să fi avut loc sub presiunile de selecție ale „războaielor roboților”, singura formă supraviețuitoare fiind roiuri de micromașini minuscule, asemănătoare insectelor. Individual sau în grupuri mici, acestea sunt destul de inofensive și au un comportament foarte simplu. Când sunt amenințate, se pot aduna în nori uriași, pot călători cu viteză mare și chiar se pot urca în vârful troposferei. Aceste roiuri manifestă un comportament complex care decurge din auto-organizare și pot împiedica orice amenințare inteligentă printr-un val puternic de interferență electromagnetică. Echipajul de pe Condor a suferit o ștergere completă a memoriei ca urmare a atacurilor acestor „nori”. Roiul este de obicei inactiv. Îi lipsește inteligența și nu poate formula strategii de atac în mod pro-activ.
Echipajul de pe Invincibilul organizează o serie crescândă de atacuri asupra inamicului perceput, dar în cele din urmă recunoaște inutilitatea eforturilor lor. „Fauna” robotică, numită „necrosferă”, a devenit parte a ecologiei planetei și ar necesita o perturbare la scară planetară pentru a fi distrusă.
În fața înfrângerii și retragerii iminente, Rohan, primul navigator al navei spațiale Invincibilul, întreprinde o călătorie în „zona inamică” în căutarea a patru membri ai echipajului dispăruți în acțiune – o încercare pe care el și comandantul Horpach o consideră cu siguranță inutilă, dar necesară din motive morale. Rohan se plimbă prin canioane acoperite de „arbuști” metalici și „insecte” și îi găsește pe câțiva dintre membrii echipajului dispăruți morți. El strânge câteva dovezi și se întoarce nevătămat pe navă, mulțumită parțial unui dispozitiv care îi ascunde activitatea creierului și parțial comportamentului său calm și neamenințător. Rohan își exprimă intenția de a face o petiție pentru conservarea ecosistemului artificial al planetei, care îl fascinează.

## Comentarii
Romanul se transformă într-o analiză a relației dintre diferitele domenii ale vieții și locul lor în Univers. În special, este un experiment imaginar pentru a demonstra că evoluția nu duce neapărat la dominarea formelor de viață superioare intelectual.
Intriga implică și o dilemă filozofică, juxtapunând valorile umanității și eficiența insectelor mecanice.  
Theodore Sturgeon a lăudat romanul ca un „SF de mare tradiție”, completând că „știința sa este grea. Descrierile sunt vii și puternice”.
Această idee a unui „sistem de arme suprem” a fost finalizată de Lem în recenzia sa fictivă „Sistemele de arme ale secolului XXI sau evoluția inversă”.

## Adaptări
La sfârșitul anilor 1960, Michael Redstone⁠(d) a cumpărat drepturile de autor pentru o adaptare cinematografică a romanului, dar nu a reușit să găsească producători. În maniera lui obișnuită, morocănoasă, Lem a comentat că „probabil [filmul] ar fi fost îngrozitor, dar așa am câștigat foarte mult”.
În 1991, autorul suedez Kerstin Ekman⁠(d) a creat un joc educațional pe computer intitulat Rymdresa, care se bazează în principal pe Invincibilul.
În 2019, Rafał Mikołajczyk a publicat cartea de benzi desenate Niezwyciężony [Invincibilul],ISBN: 9788395521409 . Recenzorii au remarcat redarea fidelă a romanului original al lui Lem de către Mikołajczyk într-un alt produs mass-media. 
În 2020, dezvoltatorul polonez de jocuri video Starward Industries a anunțat că au finalizat un  jocul video The Invincible pe baza acestui roman.  Potrivit dezvoltatorului, adaptarea este concepută pentru consolele PC, PlayStation 5 și Xbox Series X/S. Jocul a fost lansat la 6 noiembrie 2023.